# ستيف جوردن (ملحن)
ستيف جوردن (بالإنجليزية: Steve Jordan)‏ هو عازف جاز وملحن ومنتج أسطوانات وطبال أمريكي، ولد في 14 يناير 1957 في نيويورك في الولايات المتحدة.

## وصلات خارجية
- ستيف جوردن على موقع IMDb (الإنجليزية)
- ستيف جوردن على موقع ألو سيني (الفرنسية)
- ستيف جوردن على موقع ميوزك برينز (الإنجليزية)
- ستيف جوردن على موقع أول موفي (الإنجليزية)
- ستيف جوردن على موقع أول ميوزيك (الإنجليزية)
- ستيف جوردن على موقع ديسكوغز (الإنجليزية)
- ستيف جوردن على موقع قاعدة بيانات الفيلم (الإنجليزية)
- ستيف جوردن على موقع كينوبويسك (الروسية)